# Anan (Nagano)
Pour les articles homonymes, voir Anan.
Anan (阿南町, Anan-chō) est un bourg du district de Shimoina, dans la préfecture de Nagano, au Japon.

## Géographie

### Démographie
Au 1er mai 2015, la population d'Anan s'élevait à 5 029 habitants répartis sur une superficie de 123,07 km2.